# Górzec (Pogórze Kaczawskie)
Górzec (niem. Hessberg; lokalnie używana jest nazwa Kalwaria) – wzniesienie o wysokości 445 m n.p.m., w południowo-zachodniej Polsce, na Pogórzu Kaczawskim, na północno-wschodniej krawędzi Pogórza Złotoryjskiego), na Pogórzu Zachodniosudeckim (dawniej Sudety Zachodnie). Od strony wschodniej posiada ono wysokość względną ponad 150 m i spadek rzędu do 30 stopni, natomiast od strony Chełmów wysokość względna wynosi zaledwie 15 m.
Administracyjnie góra znajduje się na obszarze gminy Męcinka, w powiecie jaworskim, w województwie dolnośląskim. Szczyt leży na obszarze Parku Krajobrazowego Chełmy, między miejscowościami Męcinka i Bogaczów.
Górzec należy do licznych na terenie parku Chełmy wzniesień pochodzenia wulkanicznego. Wierzchołek góry tworzy twardziel bazaltowy, odsłaniający się na szczycie w niewielkich skałkach o wyraźnej oddzielności słupowej.
Zbocza Górzca porasta las mieszany, świerkowo-bukowy, z domieszką innych gatunków. W runie leśnym występują rzadkie gatunki roślin, m.in. paprotka zwyczajna i goryczuszka polna.

## Historia
Badacze przypuszczają, iż w przeszłości Górzec mógł być, podobnie jak Ślęża, miejscem kultów pogańskich.
W średniowieczu Górzec porastał las, będący do XII wieku własnością książęcą. Wiadomo, że w XIII wieku na szczycie stał gródek bądź niewielki zamek, podczas budowy którego wierzchołek góry wyrównano i otoczono suchą fosą. Przypuszcza się, że była to wzniesiona przez Henryka Brodatego w 1238 roku twierdza Heinrichsburg, która nadała górze pierwotne imię. Służba i obsługa dworu mieszkać miała w miejscowości Pomocne, której nazwa miała się odnosić do sług - ludzi dworu. Literatura niemiecka tłumaczy etymologię późniejszej nazwy wzniesienia (Hessberg) od nazwiska właściciela ów zameczku - von Hessberg, bądź od niemieckich osadników pochodzących z Hesji - Hessen. 
Od połowy XIII w. wzniesienie, podobnie jak cały obszar pokrywającego je Mniszego Lasu, należało do zakonu Cystersów z Lubiąża. Na ruinach zameczku w XVII w. postawiono kaplicę pielgrzymkową, którą zaznaczono na mapie dawnego Księstwa Jaworskiego z 1615 r. jako miejsce kultu religijnego. W 1740 r. wytyczono Drogę Kalwaryjską z Męcinki na szczyt Górzca, wzdłuż której wzniesiono kalwarię - 14 kapliczek wykutych w piaskowcu z niemieckimi napisami wyrytymi pismem gotyckim i wymalowanymi na blasze obrazami. Po sekularyzacji klasztoru w 1810 r. i sprzedaniu lasu gminie Męcinka, u podnóża Górzca powstała pustelnia, w której zamieszkał mnich z Lubiąża. Obecny kształt kalwaria zawdzięcza gruntownej przebudowie z II połowy XIX w. i renowacjom z lat 1929 i 1982. W 1995 r. skradzione rok wcześniej obrazy zastąpiono malowidłami. 

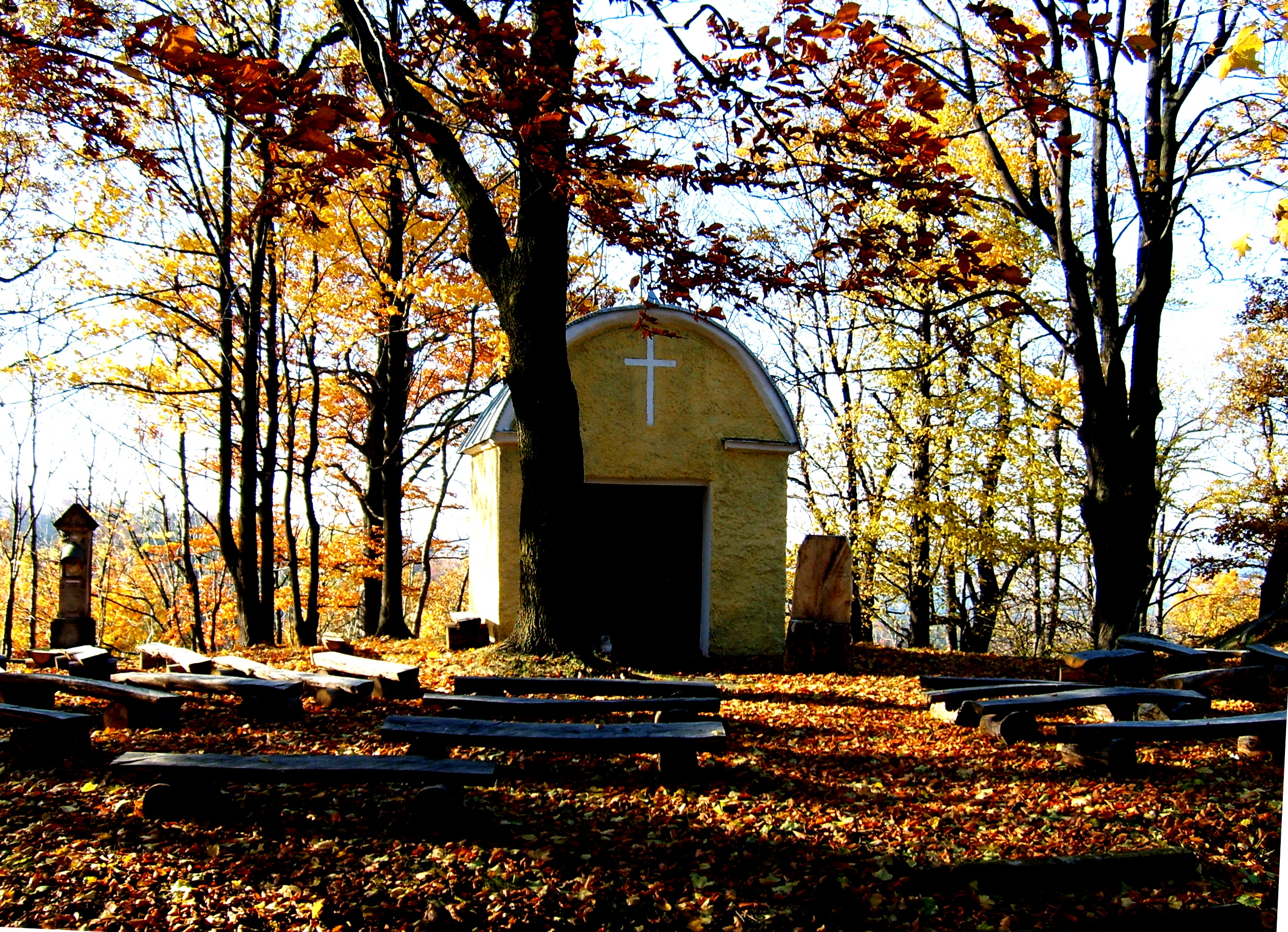
Kaplica na szczycie Górzca

 Dawniej Górzec był doskonałym punktem widokowym na okolicę, a co za tym idzie, cenionym miejscem wycieczek. Na przełomie XIX i XX wieku Towarzystwo Karkonoskie wybudowało pod szczytem schronisko turystyczne, które po 1945 r. przestało istnieć. Obecnie, wierzchołek w dużej mierze utracił dawne walory widokowe, ponieważ widok w większości zasłaniają drzewa. Niemniej, przy dobrej pogodzie można spośród drzew dostrzec zabudowania Męcinki, zbiornik wodny w Słupie i wieżowce legnickich osiedli.
U północnego i północno-wschodniego podnóża Górzca od XVII w. prowadzono krótko działalność górniczą, porzuconą ze względu na dość ubogie, nierentowne w eksploatacji złoża. Powrócono do niej, po licznych próbach prowadzonych od 1929 r. w latach 1934-1935. Do 1945 r. w tutejszej kopalni "Sztolnia Rudolf" wydobywano w niewielkich ilościach rudę żelaza oraz miedzi. Przed zakończeniem II wojny światowej kopalnię zalano. Do dziś zachował się właz do sztolni oraz ruiny transformatora.

## Ruch turystyczny i pielgrzymkowy
Zboczami Górzca prowadzi kilka dróg turystycznych, posiadających tradycyjne, wymieniane na mapach i w przewodnikach nazwy:
- Droga Kalwaryjska, ok. 5,6 km długości - początkowo polna, dalej leśna droga z centrum Męcinki (220 m n.p.m.) na szczyt Górzca (445 m n.p.m.). Wzdłuż drogi w końcowym, najbardziej stromym, skalistym odcinku rozstawione są kapliczki Kalwarii. Końcowy odcinek  Szlaku nad Nysą Szaloną z Czerwonego Kościoła. Jedna ze stacji Kalwarii i schody na szczyt Górzca na końcu Drogi Kalwaryjskiej

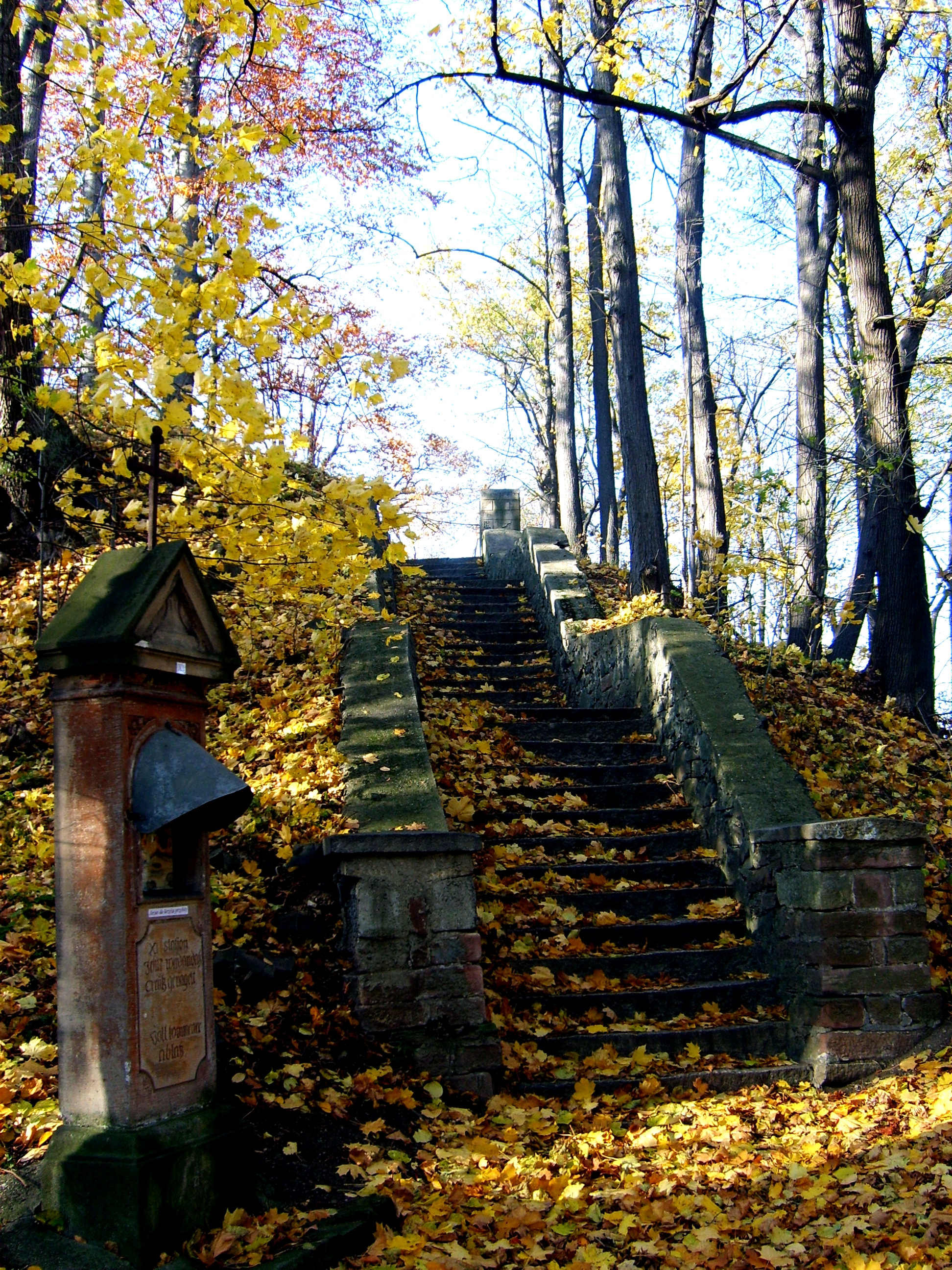
Jedna ze stacji Kalwarii i schody na szczyt Górzca na końcu Drogi Kalwaryjskiej

- Pustelnicza Droga, ok. 2 km długości - polna droga wiodąca z osady Bogaczów (270 m n.p.m.) do początku kalwarii na Górzcu (305 m n.p.m.), gdzie znajduje się stary domek pustelnika - obecnie ruiny. Prowadzi skrajem lasów mieszanych. Z kilku jej punktów wyłaniają się widoki na Męcinkę i Wysoczczyznę Chojnowską. Część  Szlaku Kopaczy ze Złotoryi.
- Pańska Droga, ok. 1 km długości - droga leśna biorąca początek w połowie prowadzącej pod górę szosy z Bogaczowa do wsi Pomocne, kończąca się skrzyżowaniem z Pustelniczą.

Nieoznakowaną drogą leśną z Bogaczowa na polanę pod Górzcem (w pobliżu szczytu) prowadzi część  Szlaku Brzeźnego ze Złotoryi do Bolkowa.
Profil i stan zachowania dróg na Górzec pozwala na wykorzystywanie ich w turystyce pieszej, jak również kolarstwie górskim.
W osadzie Bogaczów - skrzyżowanie szlaków turystycznych  i  - przy szosie lokalnej Męcinka - Pomocne, na dole podjazdu zboczem Górzca znajduje się miejsce biwakowe z wiatą turystyczną, miejscem na ognisko i leśnym parkingiem. Podobne miejsce odpoczynku znajduje się na górze podjazdu, przy skrzyżowaniu z drogą leśną do Chełmca.
Od 1994 r. rokrocznie w kwietniu organizowana jest Pielgrzymka Ekologiczna na Górzec. Kalwaria na Górzcu jest również częstym celem pielgrzymek parafialnych z Męcinki.